# Werner von Seelen
Werner von Seelen (* 1936 in Ammensen bei Delligsen) ist Professor für Neuroinformatik und Theoretische Biologie.
Er studierte Starkstromtechnik an der TU Hannover und promovierte 1967 mit dem Thema Informationsverarbeitung in homogenen Netzen von Neuronenmodellen. Von 1963 bis 1971 arbeitete er an verschiedenen Instituten der Fraunhofer-Gesellschaft und am Battelle-Institut in Tübingen, Karlsruhe und Frankfurt.
1972 wurde er an der Universität Mainz Professor für Biomathematik.
Von 1980 bis 1983 war er Präsident der Deutschen Gesellschaft für Kybernetik. 1989 begann er an der Ruhr-Universität Bochum das Institut für Neuroinformatik aufzubauen und war dessen langjähriger Direktor. Hier arbeitete er mit Christoph von der Malsburg zusammen. 1993 gründete er mit Christoph von der Malsburg die Spin-off-Firma Zentrum für Neuroinformatik. Ende Juli 2001 ging er in Pension.

## Auszeichnungen
- 1995: Karl Küpfmüller-Ring für interdisziplinäre Forschung
- 1998: Karl Heinz Beckurts-Preis für angewandte Forschung